# Boophis brachychir
Boophis brachychir är en groddjursart som först beskrevs av Oskar Boettger 1882.  Boophis brachychir ingår i släktet Boophis och familjen Mantellidae. IUCN kategoriserar arten globalt som otillräckligt studerad. Inga underarter finns listade.